# Bridgerule East
Bridgerule East var en civil parish från 1866 till 1950 då den blev en del av Bridgerule, i grevskapet Devon, i England. Civil parish var belägen 6 km från Holsworthy och hade 114 invånare år 1931.